# 卡瓦索德尔通巴
卡瓦索德尔通巴（義大利語：Cavaso del Tomba），是意大利威尼托大区特雷维索省的一个市镇。总面积18.96平方公里，人口2976人，人口密度157.0人/平方公里（2009年）。国家统计（ISTAT）代码为026014。